# Rhinoliparus
Genre
Rhinoliparus est un genre d'araignées aranéomorphes de la famille des Theridiidae.

## Distribution
Les espèces de ce genre se rencontrent en Océanie, en Asie du Sud-Est et en Asie de l'Est.

## Liste des espèces
Selon World Spider Catalog (version 25.0, 08/05/2024) :
- Rhinoliparus kulczynskii (Roewer, 1942)
- Rhinoliparus lanyuensis (Yoshida, Tso & Severinghaus, 1998)
- Rhinoliparus mertoni (Strand, 1911)
- Rhinoliparus missai Vanuytven, Jocqué & Deeleman-Reinhold, 2024
- Rhinoliparus nafithiamae Vanuytven, Jocqué & Deeleman-Reinhold, 2024
- Rhinoliparus neocaledonicus (Berland, 1924)
- Rhinoliparus platyrhinus Vanuytven, Jocqué & Deeleman-Reinhold, 2024
- Rhinoliparus queensland Vanuytven, Jocqué & Deeleman-Reinhold, 2024
- Rhinoliparus rainbowi (Roewer, 1942)

## Systématique et taxinomie
Ce genre a été décrit par Vanuytven, Jocqué et Deeleman-Reinhold en 2024 dans les Theridiidae.

## Publication originale
- Vanuytven, Jocqué & Deeleman-Reinhold, 2024 : « Two new theridiid genera from Southeast Asia (Araneae: Theridiidae, Argyrodinae): males with a nose for courtship. » Journal of the Belgian Arachnological Society, vol. 39, no 1, supplement, p. 1-96.